# Diastatops obscura
Diastatops obscura är en trollsländeart som först beskrevs av Fabricius 1775.  Diastatops obscura ingår i släktet Diastatops och familjen segeltrollsländor. Inga underarter finns listade i Catalogue of Life.

## Bildgalleri

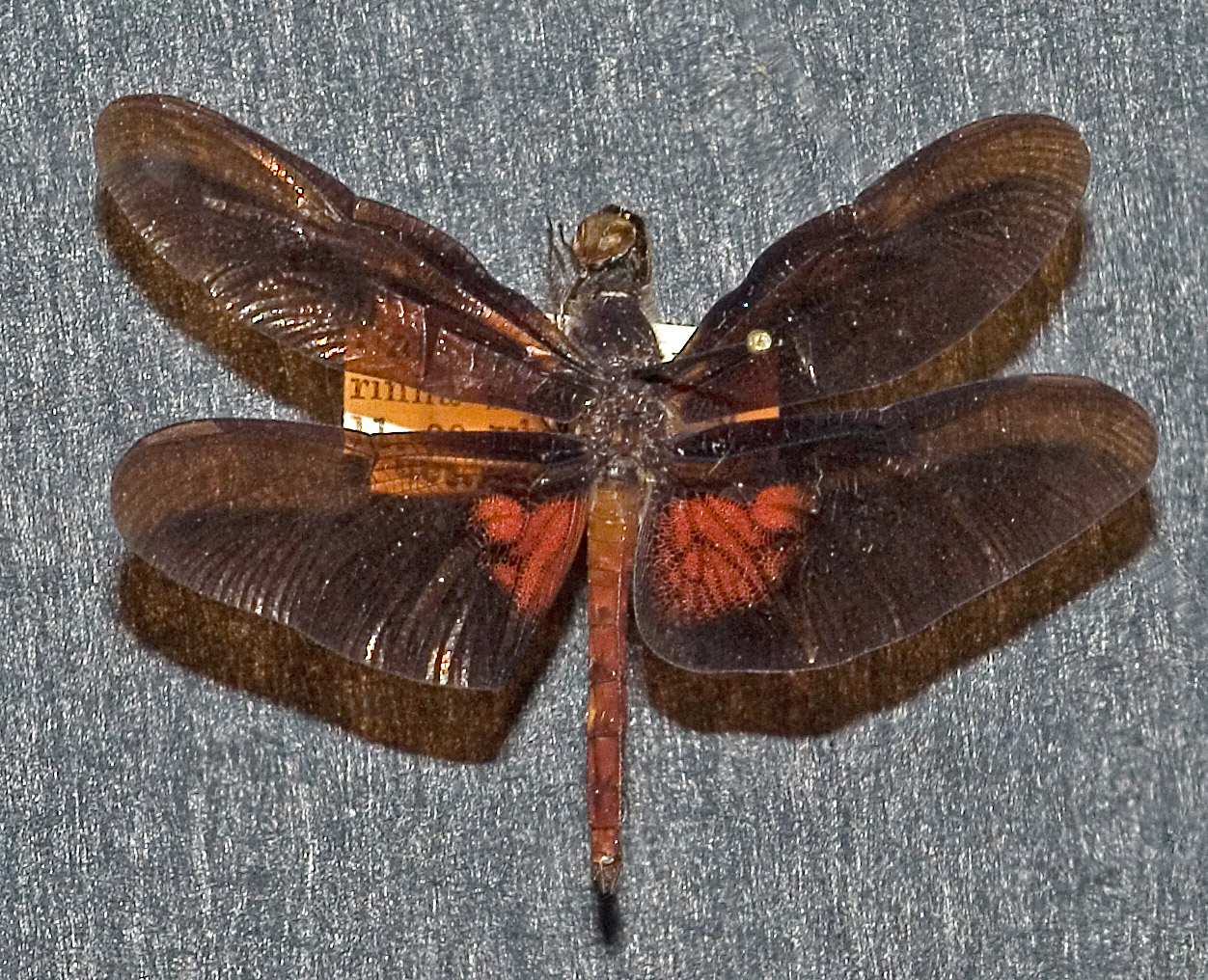
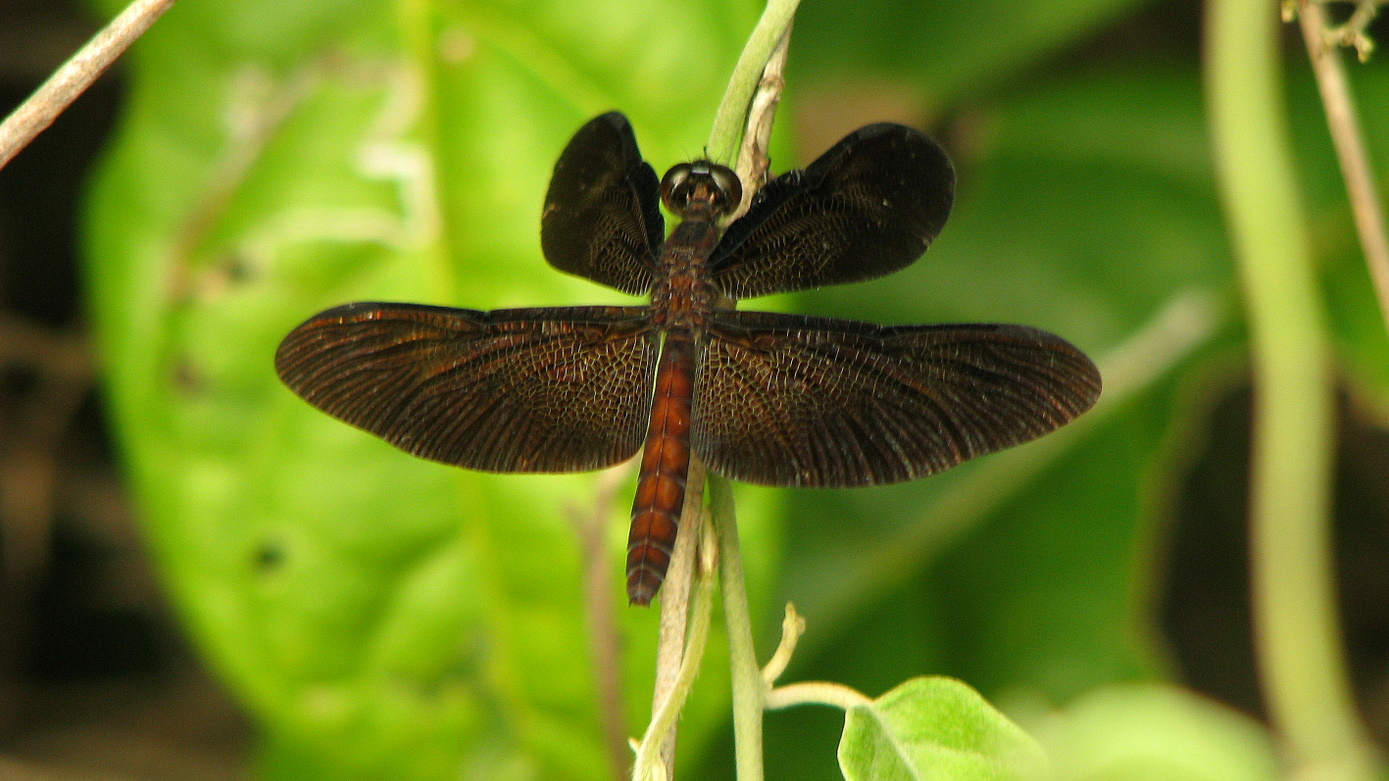